# Lucas van Uden
Lucas van Uden, né le 18 octobre 1595 à Anvers et mort le 4 novembre 1672 dans la même ville, est un peintre, dessinateur et graveur flamand. 
Il est particulièrement réputé pour ses peintures de paysage.

## Biographie
Lucas van Uden entre dans la Guilde de Saint-Luc en 1626-1627. Le 14 février 1627, il épouse Anna van Woelput. Il est actif à Anvers la majeure partie de sa vie.
Il fut le professeur de Jan Baptist Bonnecroy, Philips Augustijn Immenraet (en) et Gillis Neyts.

## Œuvres
Van Uden est avant tout un peintre de paysages, notamment d'hiver.
On peut voir un petit paysage boisé avec chevrier de sa main au musée Jeanne d'Aboville de la Fère.

Œuvres de Lucas van Uden
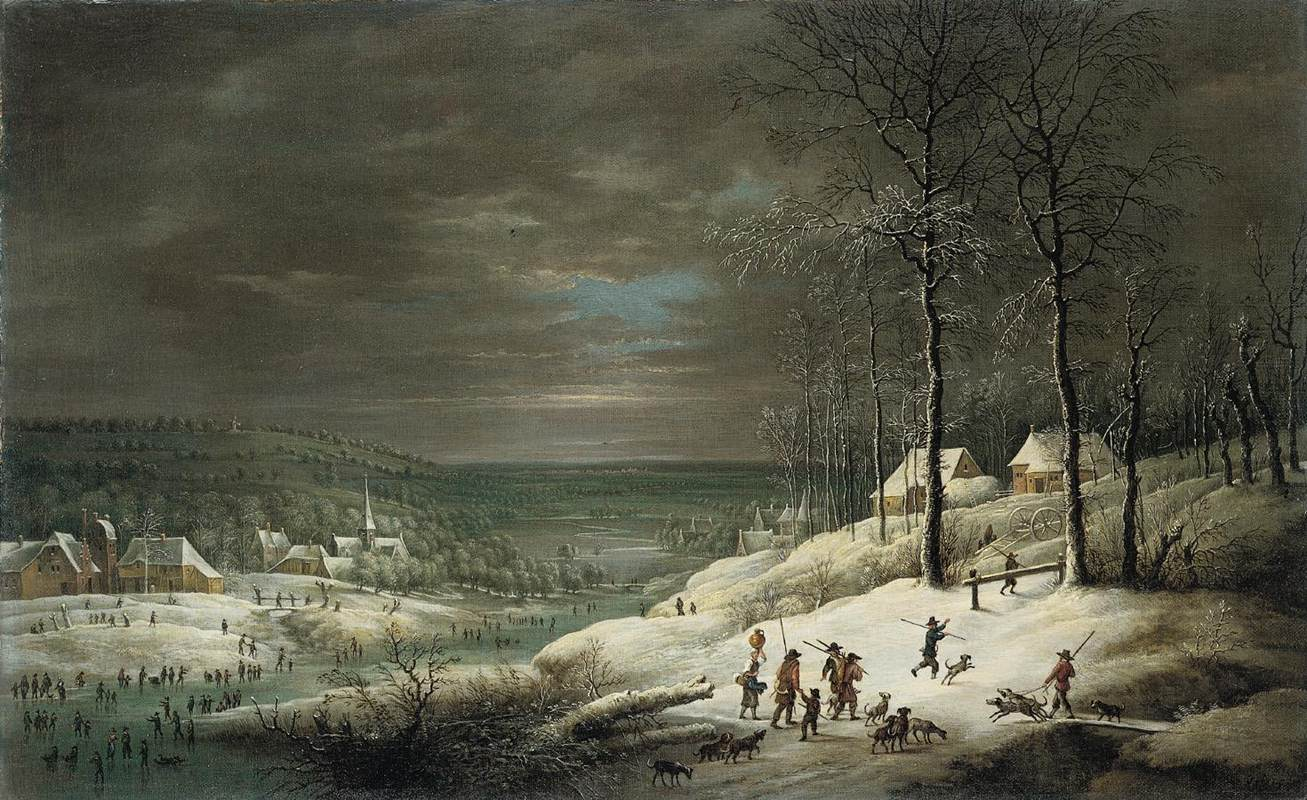
Paysage d'hiver avec des chasseurs
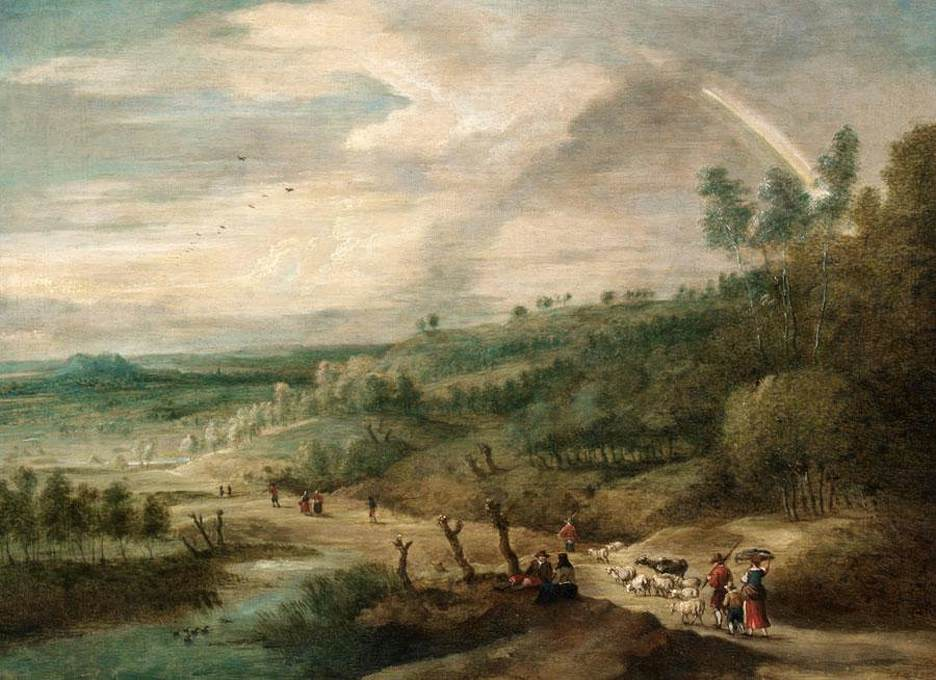
Paysage étendu
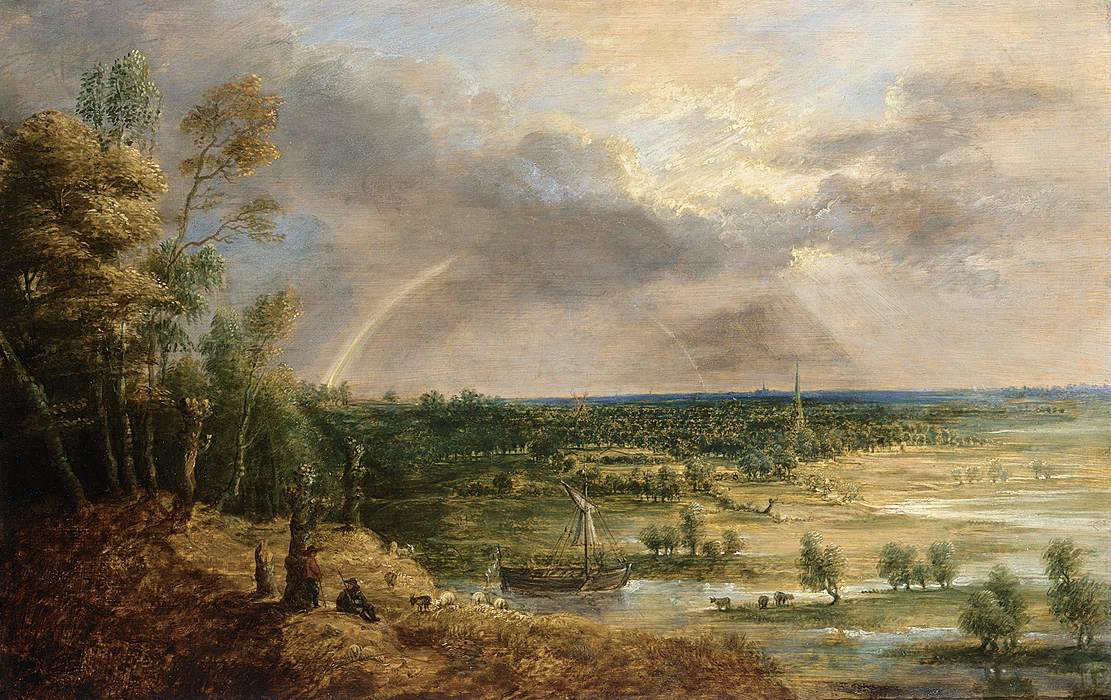
Paysage de panorama avec une rivière
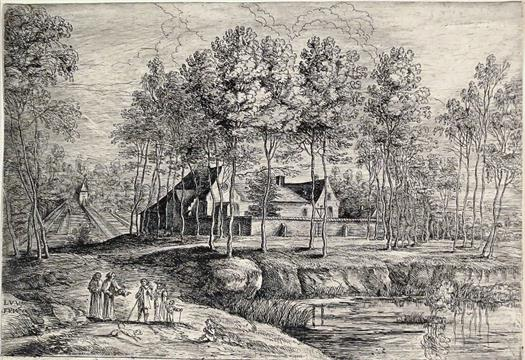
Ancien couvent des Capucins de Tervuren